# معبد بوسيدون
يعد معبد بوسيدون اليوناني القديم في كيب سونيون، الذي بُني فيما بين 444-440 قبل الميلاد، أحد المعالم الرئيسية في العصر الذهبي لأثينا. معبد دوريك، يطل على البحر في نهاية كيب سونيون، على ارتفاع 60 متر (200 قدم) تقريبًا.

## التاريخ
ربما تم تدمير معبد بوسيدون الأصلي الذي يعود إلى العصور القديمة في الموقع، والذي تم بناؤه من صخور التوفا، في 480 قبل الميلاد من قبل القوات الفارسية خلال غزو زركسيس الأول لليونان. على الرغم من عدم وجود دليل مباشر على سونیون، إلا أن زركسيس كان لديه بالتأكيد معبد أثينا وكل شيء آخر في الأكروبوليس في أثينا، تم هدمه كعقاب على تحدي الأثينيين.

## هندسة معمارية
تصميم المعبد بيريبتيروس هو نموذج سداسي الشكل، أي أنه يحتوي على رواق أمامي بستة أعمدة دوريك. يقف اليوم 16 عمودًا من أصل 38 عمودًا (أربعة منها أعيد تشييدها في القرن العشرين). يشبه المعبد إلى حد بعيد معبد هيفايستوس المعاصر والمحافظ عليه جيدًا أسفل الأكروبوليس، والذي ربما يكون قد صممه المهندس المعماري نفسه.

## علم الآثار
تم إجراء دراسة مبكرة للآثار، بدون حفريات، من قبل ديليتانتي في عام 1797 وجويلاوم ابيل بلويت (بعثة Morea 1829). تم إجراء الحفريات الأولى بواسطة فيلهلم دوربفيلد، مدير المعهد الأثري الألماني، في عام 1884. بدأت الجهود المبذولة لترميم والحفاظ على بقايا معبد بوسيدون في عام 1875. ترجع الحالة الحالية للنصب التذكاري إلى العمل الذي تم إنجازه في الخمسينيات من قبل خدمة الآثار اليونانية، بقيادة أناستاسيوس أورلاندوس.

## معرض الصور

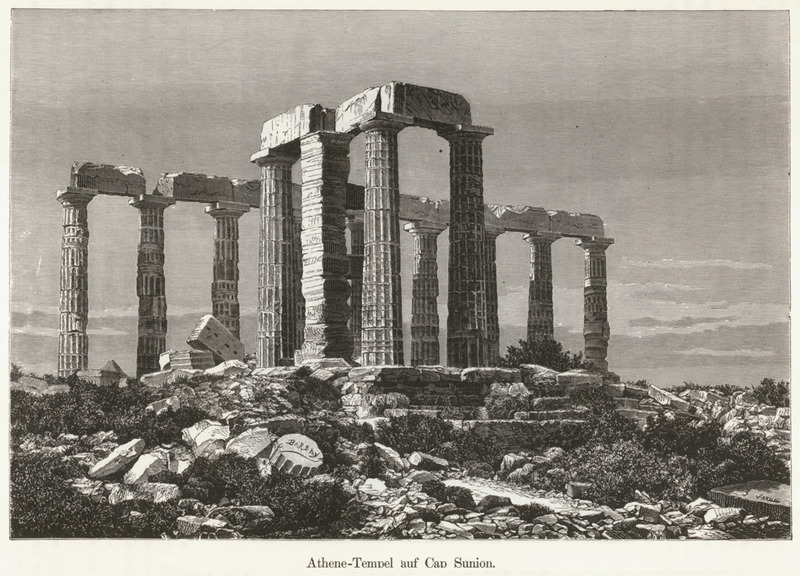
تصوير 1887
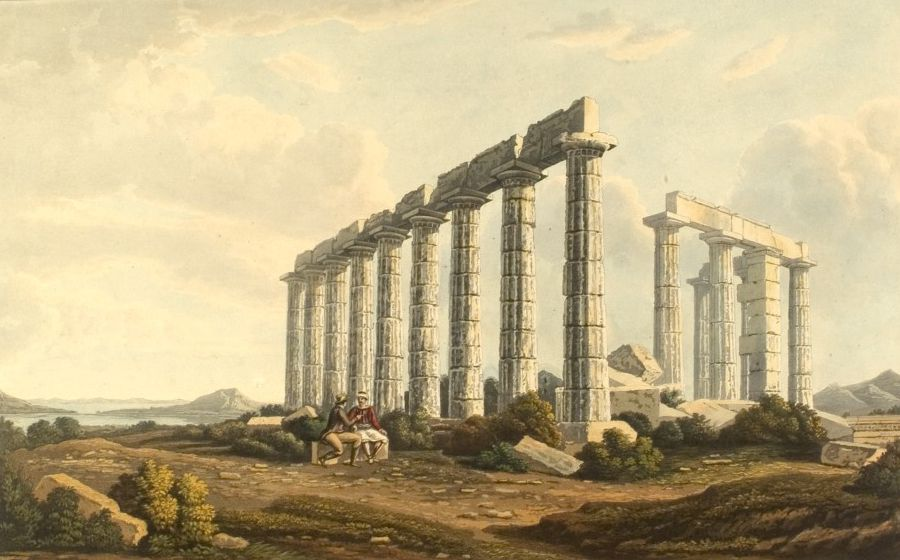
لوحة من إدوارد دودويل، مناظر من اليونان (1821)
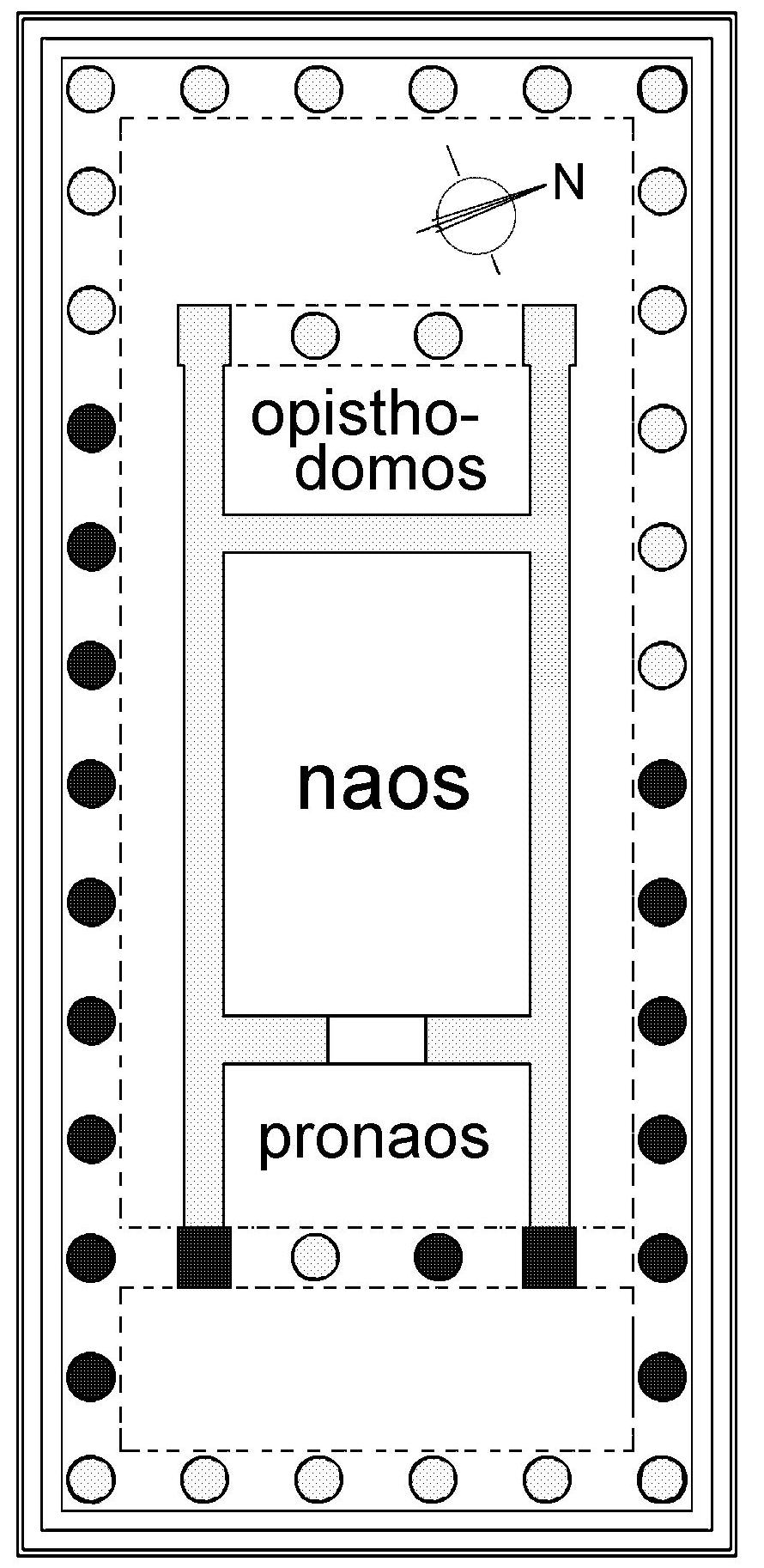
مخطط المعبد